# هوكر فيوري
هوكر فيوري (بالإنجليزية: Hawker Fury)‏ هي طائرة مقاتلة بريطانية ثنائية السطح، استخدمت خلال ثلاثينيات القرن الماضي من طرف سلاح الجو الملكي. تميزت هذه الطائرة بسرعتها ورشاقتها، فكانت أول طائرة اعتراض في خدمة سلاح الجو الملكي البريطاني، حيث كانت قادرة على تجاوز سرعة ال 200 ميلا في الساعة. ما أهلها لتكون بمثابة الطائرة المكملة لقاذفة القنابل هوكر هارت.

## الأشكال المختلفة
- هوكر هورنيت، هي نموذج تجريبي لطائرة مقاتلة بمقعد واحد، تم بناء نسخة واحدة منها فقط، واعتبرها هوكرز كنوع منفصل في قائمة طائراتها. كانت هذه الطائرة أصغر بقليل وأخف وزنا من طائرة «فيوري».
- فيوري إم كي الجيل الأول، هي النسخة المقاتلة من طارئرات فيوري ذا المقعد الواحد، مدفوعة بمحرك رولز رويس كيستريل بقدرة 525 حصان (391 كيلوواط).
- فيوري سلسلة إي 1، طائرة مقاتلة بمقعد واحد موجهة ليوغوسلافيا، وعلى غرار فيوري إم كي الجيل الأول تم تزويد هذه الطائر كذلك بمحرك كيستريل المكبسي 2 إس. بنيت هوكر ستة منها. تم تسليم واحدة مزودة بمحرك هيسبانو سويسا 12 إن بي بقدرة 500 حصان (373 كيلوواط) ذي الأداء الأقل، ليعاد تركيبها لكن هذه المرة مع محرك كيستريل، [2][3]  في حين استخدمت الثانية التي تم تزويدها بمحرك لورين بيترل هفرس (HFrs) بقدرة 720 حصان (537 كيلوواط) في وقت لاحق لإجراء التجارب.[4]
- فيوري المتوسطة، هي طائرة اختبارية وتجريبية استخدمت كنموذج أولي.
- فيوري العالية السرعة، هي عبارة عن مشروع خاص، تمثل في طائرة اختبارية عالية السرعة بمقعد واحد، بنيت نسخة واحدة منها وتم استخدامها كنموذج أولي. أين سخرت النتائج المحصل عليها في تطوير الجيل الثاني لطائرات فيوري إم كي.
- فيوري إم كي الجيل الثاني، هي نسخة محسنة لطائرة مقاتلة ذات مقعد واحد، مدعوم بالمحرك المكبسي رولز رويس كيستريل السادس بقدرة 640 حصان (477 كيلوواط ).[5] خاضت هذه المقاتلة رحلتها الأولى بحلول 3 ديسمبر 1936.[6] بني ما مجموعه 112 نسخة من هذه المقاتلة.[6]
- فيوري اليوغوسلافية، طائرة مقاتلة بمقعد واحد معدلة خصيصا ليوغوسلافيا، مدعومة بمحرك المكبس كيستريل السادس عشر ذي 745 حصانا (556 كيلو واط)، مع مدفعين إضافيين تحت الجناح. قامت هوكر بصنع وتسليم عشر نسخ منها بين سنتي 1936 و1937، [7] مع ترخيص لبناء 40 طائرة أخرى منها في يوغوسلافيا من طرف المصنعين إيكاروس (24) وزماج (16).[8]
- فيوري الفارسية، هي طائرة مقاتلة ذات مقعد واحد تمت صناعتها خصيصا لصالح فارس (إيران حاليا). 16 منها كانت مدعومة بالمحرك المكبسي الشعاعي برات آند ويتني هورنيم إس 2 بي 1 جي، مزودة بمروحة من ثلاث شفرة.[9] بالإضافة إلى ست طائرات أخرى مدعومة بمحرك مكبس شعاعي من طراز بريستول ميركوري فيسب بقدرة 400 حصان (410 كيلوواط)، مزودة بمروحة ذات نصلتين، أعيد تشغيلها بعدة محركات طراز هورنيت.[10]
- فيوري النرويجية، طائرة تجريبية وحيدة مزودة بنيت للنرويج. كانت مزودة بمحرك مكبس شعاعي بقدرة 530 حصان (395 كيلوواط) من طراز أرمسترونغ سيديلي الثالث إي.
- فيوري البرتغالية، هي نسخة معدلة من طائرات فيوري إم كي الجيل الأول، المزودة بمحرك المكبس رول رويس كيستريل الثاني. بنيت ثلاثة فقط لصالح البرتغال.
- فيوري الإسبانية، هي نسخة محسنة أخرى عن فيوري إم كي الجيل الأول، مزودة بمحرك هيسبانو سويزا 12 إكس بي أر إس بقدرة 700 حصان. بنيت ثلاثة منها لصالح إسبانيا.

## المواصفات (فيوري إم كي الجيل الثاني)[11]

### الخصائص العامة
- طاقم الطائرة: واحد.
- الطول: 8.15 متر (26.9 قدم).
- باع الجناح: 9.14 متر (30 قدم).
- الارتفاع: 3.10 متر (10.2 قدم).
- مساحة الجناح: 23.2 متر مربع (250 قدم مربع).
- وزن الطائرة فارغة: 1240 كيلوغرام (2734 رطل).
- وزن بعد التحميل: 1637 كيلوغرام (3609 رطل).
- محرك الطائرة: محرك رولز رويس كيستريل الرابع، ذي الإثني عشر أسطوانة على شكل V، بقوة 640 حصان (477 كيلوواط).

### الأداء
- السرعة القصوى: 360 كلم في الساعة على علو 5030 متر (223 ميلا في الساعة على علو 16500 قدم).
- المدى: 435 كم  (270 ميل).
- سقف الخدمة: 8990 متر (29500 قدم).
- معدل الصعود: 13.2 متر في الثانية (2600 قدم في الدقيقة).
- حمولة الجناح: 21.5 كيلوغرام للمتر المربع (14.4 رطل لكل قدم مربع).
- القدرة/الوزن: 0.291 كيلووات لكل كيلوغرام (0.177 حصان لكل رطل).

## المشغلون
المملكة المتحدة
- سلاح الجو الملكي [12]

 النرويج
- الخدمة الجوية للجيش النرويجي

 إيران
- القوات الجوية الإمبراطورية الإيرانية

 البرتغال
- سلاح الجو البرتغالي

 جنوب إفريقيا
- القوات الجوية الجنوب أفريقية

 إسبانيا
- القوات الجوية الإسبانية

 يوغوسلافيا
- القوات الجوية الملكية اليوغوسلافية [13]